# Zephyranthes reginae
Zephyranthes reginae är en amaryllisväxtart som beskrevs av Thaddeus Monroe Howard och S.Ogden. Zephyranthes reginae ingår i släktet Zephyranthes och familjen amaryllisväxter. Inga underarter finns listade i Catalogue of Life.